# Episodi di Nikita (serie televisiva 2010) (quarta stagione)
La quarta e ultima stagione della serie televisiva Nikita, composta da soli 6 episodi, è stata trasmessa in prima visione assoluta negli Stati Uniti d'America da The CW dal 22 novembre al 27 dicembre 2013.
In Italia la stagione è stata trasmessa in prima visione dal canale a pagamento Premium Action appartenente alla piattaforma Mediaset Premium, dal 20 gennaio al 24 febbraio 2014; in chiaro è stata trasmessa dal 24 al 26 luglio 2014 su Italia 1.
| n° | Titolo originale | Titolo italiano       | Prima TV USA     | Prima TV Italia  |
| -- | ---------------- | --------------------- | ---------------- | ---------------- |
| 1  | Wanted           | Wanted                | 22 novembre 2013 | 20 gennaio 2014  |
| 2  | Dead or Alive    | Viva o morta          | 29 novembre 2013 | 27 gennaio 2014  |
| 3  | Set-Up           | La trappola           | 6 dicembre 2013  | 3 febbraio 2014  |
| 4  | Pay-Off          | Tutti hanno un prezzo | 13 dicembre 2013 | 10 febbraio 2014 |
| 5  | Bubble           | Colpo di coda         | 20 dicembre 2013 | 17 febbraio 2014 |
| 6  | Canceled         | Ultimo atto           | 27 dicembre 2013 | 24 febbraio 2014 |

## Wanted
- Titolo originale: Wanted
- Diretto da: Eagle Egilsson
- Scritto da: Kristen Reidel

### Trama
Sono passati 100 giorni dall'assassinio della Presidente degli Stati Uniti. Nikita, che continua la sua fuga in Canada, vuole dimostrare la sua innocenza, ma Amanda, che lavora con la Bottega, cerca di ostacolarla in tutti i modi. Intanto Alex e Sonya si recano in India per capire la loro prossima mossa. Nel frattempo Nikita, disposta a tutto per cercare di ripulire il suo nome, torna negli Stati Uniti e incontra Dale Gordon, un giornalista del canale di notizie ENN, che pensa possa aiutarla, raccontandogli la verità. Ma Amanda e il resto della Bottega usano Gordon come una trappola in cui Nikita cade involontariamente. Nel tentativo di salvarsi, Nikita decide di rapire Gordon e viene aiutata nella fuga da Michael e Birkhoff che agiscono dall'esterno. Si salva quando Michael ricatta il direttore dell'FBI Matthew Graham accordandosi per la fuga. Mentre si reca da Michael in un'auto guidata da Graham, viene ferita da quest'ultimo, che si rivela essere un altro elemento della Bottega. Rendendosi conto che Gordon potrebbe aiutare Nikita a svelare la verità, Graham fa in modo che venga ucciso dall'esplosione di una bomba. Nel frattempo, Alex, che ha scoperto la prossima mossa della Bottega in India, si scontra con Owen (che adesso si fa chiamare Sam, il suo vero nome).

## Viva o morta
- Titolo originale: Dead or Alive
- Diretto da: John Badham
- Scritto da: Albert Kim

### Trama
Ryan scopre finalmente il vero piano di Amanda: il vice direttore dell'FBI, Graham, e la stessa Presidente sono stati sostituiti da cloni. Michael e Nikita decidono di rendere pubblica la scoperta nella speranza che l'FBI esegua il test del DNA su Graham, che intanto ha screditato Nikita accusandola pubblicamente di aver messo la bomba che ha ucciso Dale Gordon. Alex contatta Nikita e le rivela che sta aiutando Owen/Sam a trovare la posizione di Amanda. Birkhoff e Ryan escogitano un piano per fermare gli attacchi di Graham contro Nikita che nel frattempo insieme a Michael decide di uccidere Graham in modo da obbligare l'FBI a procedere con il test. Alex viene catturata dalla CIA, mentre Sam riesce a salvare Sonya. Ryan deduce che la Bottega sta pianificando una guerra tra Stati Uniti e Pakistan, affermando che il Pakistan ha comprato Nikita per uccidere il Presidente. Quando Nikita sta per sparare a Grahan viene interrotta telefonicamente da Amanda che la avverte di uccidere il vero Matthew Graham, ancora vivo e suo prigioniero, se Nikita ucciderà l'impostore.

## La trappola
- Titolo originale: Set-Up
- Diretto da: Marc David Alpert
- Scritto da: Carlos Coto

### Trama
C'è il rischio di una guerra tra Stati Uniti e il Pakistan dopo che Amanda ha creato le prove che il Pakistan ha ingaggiato Nikita per uccidere il Presidente. Alex viene incastrata dalla CIA per aver inviato denaro a Nikita e averla aiutata. Intanto Ryan, che cerca di trovare il prossimo impostore di cui si serve la Bottega mette alle strette Birkhoff che è così costretto a rivelare la sua identità: è il figlio di un funzionario dell'NSA, Ronald Peller, rapito da Amanda e sostituito con un sosia. Per salvare il padre di Birkhoff, Nikita decide di usare l'impostore per trovare la posizione della Bottega, ma alla fine è costretta a ucciderlo dopo che questi ha tentato di aggredire Birkhoff. Intanto Michael e Sam fanno squadra per salvare Alex dalla CIA. Nel frattempo, Amanda scopre la vera identità di Birkhoff e il fatto che Ronald è suo padre.

## Tutti hanno un prezzo
- Titolo originale: Pay-Off
- Diretto da: Dwight Little
- Scritto da: Terry Matalas e Travis Fickett

### Trama
Jones, uno degli affigliati alla Bottega, chiama Nikita e offre a lei e alla sua squadra la completa libertà, con la promessa di una nuova vita, se abbandoneranno la missione contro la Bottega. Dopo che Nikita rifiuta la sua offerta, Jones decide di attenersi al piano e di inviare un missile dal Pakistan contro la flotta degli Stati Uniti. Nikita e la squadra atterrano su una pista isolata del Pakistan, ma vengono ricattati da un trafficante locale di droga con la richiesta di un pagamento di dieci milioni di dollari per poter rimanere in quel luogo controllato dai ribelli pakistani. Così Nikita chiama Alex per avere i soldi. Alex, insieme a Sam, si reca a Zurigo per prelevare da una cassetta di sicurezza dei diamanti da usare come riscatto per pagare i ribelli, ma dopo la trattativa con un prestanome dei ribelli, Sam cerca di giocare un brutto scherzo ad Alex. Intanto Michael, che con l'aiuto di Nikita tenta di fermare il lancio del missile, si ritrova faccia a faccia con un vecchio avversario, Ramon, anch'egli al soldo della Bottega. Nel frattempo, Birkhoff riceve un messaggio da suo padre che li aiuta a trovare la posizione della Bottega. La squadra si reca così a Dubai per fermare la Bottega, riuscendo a catturare Jones e al tempo stesso a liberare la Presidente. Per fermare il lancio degli altri missili, sotto il controllo di Amanda, Birkhoff lancia l'unico missile sotto il suo controllo contro la sede della Bottega. Durante l'attacco Amanda viene uccisa dal missile, ma Jones, ormai in cella, incontra in seguito la vera Amanda, rivelando che a morire è stata solamente una sua sosia.

## Colpo di coda
- Titolo originale: Bubble
- Diretto da: Nick Copus
- Scritto da: Oliver Grigsby

### Trama
Mentre Nikita e la squadra vengono tenuti in custodia dalla CIA, il Senatore Chappell insiste affinché Nikita racconti a tutto il mondo la sua storia e il ruolo della Divisione. Dopo aver rivelato la verità sulla Divisione e sulla Bottega, Nikita riceve un riscontro positivo dalla massa e viene nominata "eroina nazionale". Nel frattempo, Alex si reca a Parigi per salvare Sam da un gruppo di uomini a cui deve dei soldi. Dopo averlo salvato, i due hanno finalmente un chiarimento e ammettono i loro reciproci sentimenti. Intanto Ryan ha dei dubbi sulla morte di Amanda e per avere delle risposte va a visitare Jones in prigione. Durante l'interrogatorio Ryan viene a conoscenza del gruppo, formato da sole sette persone, ma poi viene messo fuori gioco da una guardia e viene catturato per essere mandato da Amanda che lo vuole vivo in modo da sottoporlo al suo trattamento rieducativo. Durante la fase di preparazione Amanda svela a Ryan l'esistenza di cinquantadue impostori sotto il suo controllo che lavorano per lei e la Bottega. Ryan riesce però a liberarsi e nel tentativo di fuga viene ferito, ma per non farsi catturare di nuovo si suicida gettandosi dalla finestra. Nikita arriva all'ospedale dove un Ryan morente le rivela tutta la storia. Nikita, per vendicare la morte di Ryan, decide quindi di chiedere aiuto ad Alex, che accetta ancora una volta di essere al fianco della sua amica.

## Ultimo atto
- Titolo originale: Canceled
- Diretto da: Eagle Egilsson
- Scritto da: Albert Kim e Carlos Coto

### Trama
Nikita mette in piedi una grande ed elaborata messa in scena, in cui finge di uccidere i membri del Gruppo, preparando in questo modo una trappola per Amanda che si convince del riemergere del lato più animalesco di Nikita. Ma una volta che Amanda visita Nikita, che nel frattempo è stata arrestata, Nikita viene liberata e imprigiona Amanda, rivelandole tutto il bluff. Alla fine, Alex e Sam iniziano una relazione, Birkhoff (che sta ancora con Sonya) offre al mondo il suo Shadownet, e Michael e Nikita, felicemente sposati, si trasferiscono a Mompiche, in Ecuador.